# Frank Herrmann (Politiker)

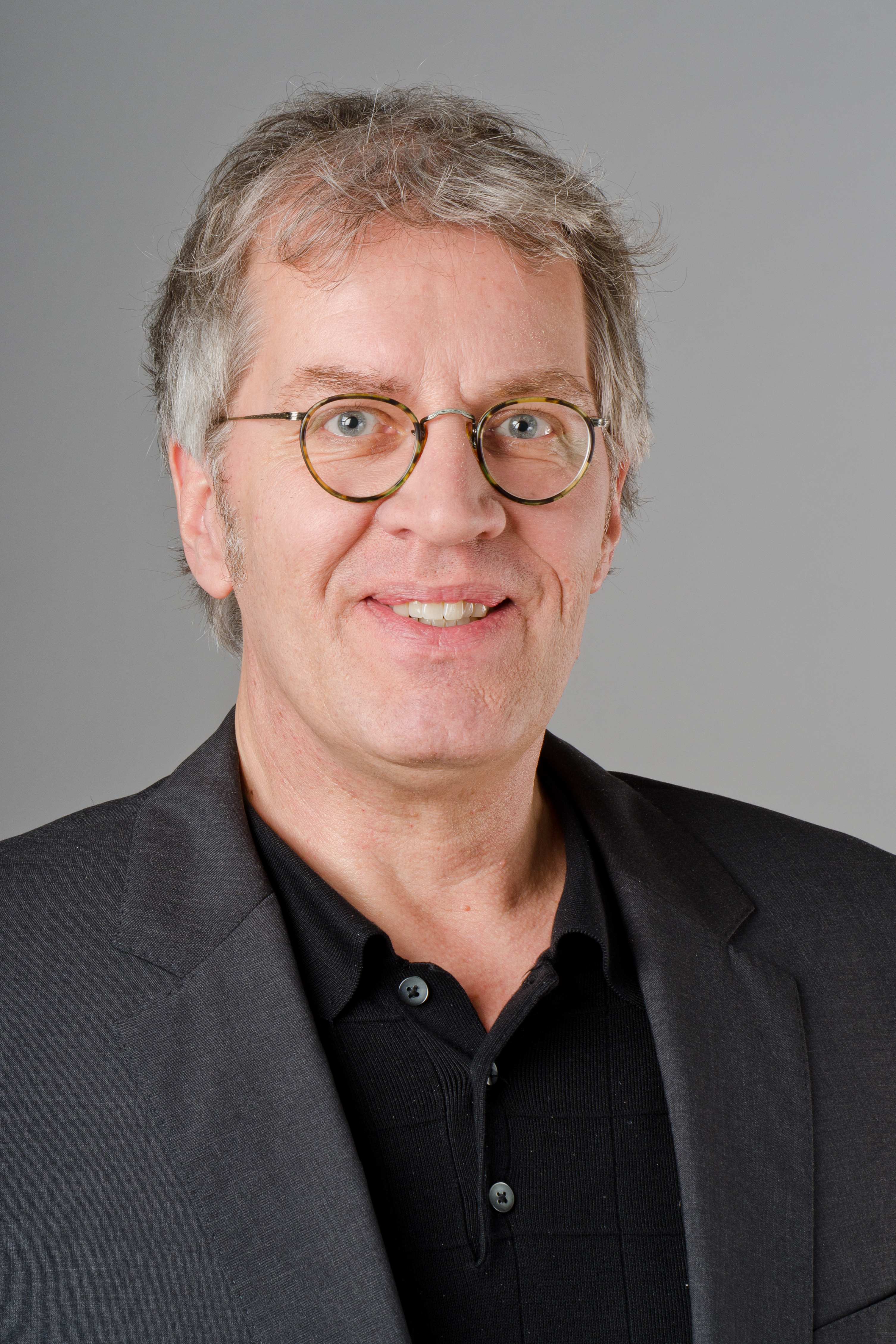
Frank Herrmann (2013)

Frank Herrmann (* 11. März 1961 in Ratingen) ist ein deutscher Politiker (Piratenpartei) und ehemaliger Abgeordneter im Landtag Nordrhein-Westfalen.

## Biografie
Frank Herrmann wurde am 11. März 1961 in Ratingen geboren. 1980 legte er sein Fachabitur ab. Im Anschluss absolvierte er eine Ausbildung zum Bildtechniker und Videocutter, die er 1983 abschloss. Anschließend war Herrmann freiberuflich für Fernsehanstalten und Videostudios tätig. Seit 1988 ist er geschäftsführender Gesellschafter einer Filmproduktion.

## Politik
Frank Herrmann gehört der Piratenpartei seit 2009 an. Bei den Landtagswahlen 2010 und 2012 kandidierte er erfolglos im Landtagswahlkreis Düsseldorf III. Er erhielt 2012 über die Landesliste seiner Partei ein Mandat. Bei der Landtagswahl 2017 kandidierte er nicht mehr auf der Landesliste, sondern trat nur noch im Landtagswahlkreis Mettmann III an und schied aus dem Landtag aus. Am 14. Oktober 2018 wurde er auf dem Landesparteitag der Piratenpartei Nordrhein-Westfalen in Düsseldorf als Nachfolger von Michele Marsching, der zurückgetreten war, als neuer Vorsitzender der Piratenpartei Nordrhein-Westfalen gewählt. Auf dem Landesparteitag in Herne 2019 wurde er für zwei Jahre wiedergewählt.